# 出ない順 試験に出ない英単語
『出ない順 試験に出ない英単語』（でないじゅん しけんにでないえいたんご）は、飛鳥新社から発行されている書籍。著者は中山、イラストは千野エーによる英語教本のシリーズである。

## 背景
著者の中山は、映像制作の仕事に携わっている人物である。社会人になってから英語の勉強を始めた中山は、その勉強のために100冊以上の参考書を使用し、「参考書マニア」となった。2011年10月にツイッターを始めることにした中山は、そこで「試験に出ない単語」をテーマにした、英語の各種試験や海外旅行などではおよそ役に立たないであろう内容の英文のツイートを始めた。2012年春頃からツイッターのフォロワー数は急増。同年10月、『出ない順 試験に出ない英単語』のタイトルで書籍化された。
以降、「実践篇」、廉価版の「普及版」などを発刊。2016年、男性グループBOYS AND MEN出演のバラエティ番組『ボイメンの試験に出ない英単語』として映像化された（#後述）。

## 内容
本の中身は一般的な英語参考書のスタイルに倣っており、「使えない英単語」と「くだらない英文」による例文とイラストで構成される。「出る篇」では、「くだらない英文」はそのままに、英単語は「試験に出る」ものが中心となった。普及版の商品化に携わったトーハンは、本書を「効率重視の世の中に果敢に挑む書」と評した。

## テレビ番組
『ボイメンの試験に出ない英単語』（ボイメンのしけんにでないえいたんご）は、2016年4月5日（4日深夜）から9月21日（20日深夜）にCBCで放送された深夜バラエティ番組。CBCでは6分のミニ番組（全120回）であったが、DVD化にあたり30分番組に再編集された。TBSチャンネルやRKB毎日放送では30分番組（全12回）として放送される。GYAO!での配信も行われた。
BOYS AND MENの初の帯レギュラー番組であり、初めてコントに挑んだ番組である。毎回一つの「試験に出ない英単語」をピックアップし、出演者が様々なキャラクターに扮したコント・ドラマの他、朗読・クイズ・ゲームなどを展開する。

### 出演者
- BOYS AND MEN（水野勝・田中俊介・田村侑久・辻本達規・小林豊・本田剛文・勇翔・平松賢人・土田拓海・吉原雅斗） - 水野はナビゲーターとして毎回出演し、他のメンバーはドラマやゲームのパートに出演する[5]。

### スタッフ
- 原作：中山『出ない順 試験に出ない英単語』（飛鳥新社）
- プロデューサー：安部正実、小森耕太郎、山岡則裕[7]
- ディレクター・監督：斉藤夏基[7]
- 構成：細居大輔[7]
- 制作：CRAZY TV[7]
- 製作著作：「ボイメンの試験に出ない英単語」製作委員会

### ネット局・放送時間
| 放送対象地域 | 放送局         | 放送時期                                      | 放送時間                                                                                  | 放送系列 | 備考                           |
| ------------ | -------------- | --------------------------------------------- | ----------------------------------------------------------------------------------------- | -------- | ------------------------------ |
| 中京広域圏   | CBC            | 2016年4月5日 - 9月21日                        | 火曜: 1:30 - 1:36 水曜: 2:04 - 2:10 木曜: 1:30 - 1:36 金曜: 1:39 - 1:45 土曜: 2:03 - 2:09 | TBS系列  | 2017年に30分バージョンで再放送 |
| 全国         | TBSチャンネル1 | 2016年10月1日 - 2017年2月13日未明 ※初回放送分 | 変則的な放送                                                                              | CS放送   | 30分バージョンでの放送         |
| 福岡県       | RKB毎日放送    | 2016年10月25日 - 2017年1月17日                | 火曜2:03 - 2:33                                                                           | TBS系列  | 30分バージョンでの放送         |
| 山梨県       | テレビ山梨     | 2017年1月11日 -                               | 変則的な放送                                                                              | TBS系列  | 30分バージョンでの放送         |
| 福島県       | テレビユー福島 | 2017年4月2日 -                                | 日曜11:54 - 12:00                                                                         | TBS系列  | 5分バージョンの放送            |

### DVDリリース
- ボイメンの試験に出ない英単語 1（2016年、Virgin Music）UIBV-10031
- ボイメンの試験に出ない英単語 2（同上）UIBV-10033

### 関連商品
- ボイメンかるた OVER THE WORLD 〜おばわろ!〜（2016年、東京ニュース通信社）ISBN 978-4863365995

## 書籍
- 『出ない順 試験に出ない英単語』 2012年 ISBN 9784864102001
  - 文庫版 2016年 ISBN 9784864104869
- 『出ない順 試験に出ない英単語 実践篇』 2013年 ISBN 9784864102698
- 『出ない順 試験に出ない英単語 普及版』 2014年 ISBN 9784864103039
- 『出ない順 試験に出ない英単語 出る篇』 2015年 ISBN 9784864104272
- 『出ない順 試験に出ない英単語 やりなおし中学英語篇』2017年 ISBN 9784864105507
- 『新解釈 ボイメンの試験にでない英単語 (出ない順シリーズ)』2017年 ISBN 9784864105781